# Laffly V15
Laffly V15 – francuski samochód wojskowy z okresu II wojny światowej, opracowany przez przedsiębiorstwo Laffly, wykorzystywany jako lekki ciągnik artyleryjski przeznaczony do holowania armat przeciwpancernych 25 AC (V15T) oraz pojazd rozpoznawczy (V15R).
Planowano, że do września 1940 roku do służby w Armée de terre trafi 1486 egzemplarzy pojazdu w wersji V15T. Jednakże do momentu podpisania rozejmu w Compiègne (22 czerwca 1940 roku) udało się wyprodukować niecałe 200 jego sztuk. 